# Cristian Rodríguez Pérez
Cristian Rodríguez Pérez (Jerez de la Frontera, Cádiz, 15 de marzo de 1996), conocido como Cristian, es un futbolista español que juega como centrocampista en el A. D. Ceuta F. C. de la Primera Federación.

## Trayectoria
Nació en Jerez de la Frontera y se formó en las filas del Atlético Sanluqueño Club de Fútbol, con el que llegó a jugar en Tercera División.
En 2016 se unió al Atlético de Madrid en el que jugó durante tres temporadas.Se convirtió en una de las piezas clave del ascenso a Segunda B con el filial colchonero y más tarde, sería titular en Segunda División B, además fue convocado por Simeone en varias ocasiones.
El 19 de julio de 2019 fichó por cuatro temporadas con el Extremadura U. D. Tras una de ellas, el 18 de agosto de 2020 fue cedido al Málaga Club de Fútbol por un año para seguir compitiendo en la Segunda División.
El 30 de agosto de 2021 abandonó el conjunto extremeño y fichó por la S. D. Ponferradina. Aquí también estuvo una campaña, ya que el 29 de julio de 2022 firmó por el Club Deportivo Castellón hasta 2024.
El 1 de febrero de 2024, firma por la A. D. Ceuta F. C. de la Primera Federación.

## Clubes
| Club                        | País   | Año       |
| --------------------------- | ------ | --------- |
| Atlético Sanluqueño C. F.   | España | 2015-2016 |
| Club Atlético de Madrid "B" | España | 2016-2019 |
| Extremadura U. D.           | España | 2019-2021 |
| Málaga C. F. (cedido)       | España | 2020-2021 |
| S. D. Ponferradina          | España | 2021-2022 |
| C. D. Castellón             | España | 2022-2024 |
| A. D. Ceuta F. C.           | España | 2024-act. |